# Sweet Love
"Sweet Love" is een nummer van de Nederlandse band Ferrari. Het verscheen op hun album Sing with Me uit 1976. In april van dat jaar werd het uitgebracht als de derde single van het album.

## Achtergrond
"Sweet Love" is geschreven door zanger Frank Ferrari (onder zijn echte naam Frank Faas) en geproduceerd door Gerard Stellaard. Het geluid van het nummer wordt vaak vergeleken met het werk dat de George Baker Selection destijds uitbracht. Beide groepen stonden op dat moment onder contract bij platenmaatschappij Negram. Ter promotie van de single trad de band op bij onder meer de televisieprogramma's Toppop en Nederland Muziekland.
"Sweet Love" groeide uit tot de grootste hit van Ferrari. Het bereikte de nummer 1-positie in de Nederlandse Top 40 en kwam tot de tweede plaats in de Nationale Hitparade. Ook in het buitenland kwam het in de hitlijsten terecht: zo stond het in een voorloper van de Vlaamse Ultratop 50 op de derde plaats en kwam het in Duitsland tot de veertiende positie.

## Hitnoteringen

### Nederlandse Top 40
| Hitnotering: 17-04-1976 t/m 03-07-1976 | Hitnotering: 17-04-1976 t/m 03-07-1976 | Hitnotering: 17-04-1976 t/m 03-07-1976 | Hitnotering: 17-04-1976 t/m 03-07-1976 | Hitnotering: 17-04-1976 t/m 03-07-1976 | Hitnotering: 17-04-1976 t/m 03-07-1976 | Hitnotering: 17-04-1976 t/m 03-07-1976 | Hitnotering: 17-04-1976 t/m 03-07-1976 | Hitnotering: 17-04-1976 t/m 03-07-1976 | Hitnotering: 17-04-1976 t/m 03-07-1976 | Hitnotering: 17-04-1976 t/m 03-07-1976 | Hitnotering: 17-04-1976 t/m 03-07-1976 | Hitnotering: 17-04-1976 t/m 03-07-1976 | Hitnotering: 17-04-1976 t/m 03-07-1976 |
| Week                                   | 1                                      | 2                                      | 3                                      | 4                                      | 5                                      | 6                                      | 7                                      | 8                                      | 9                                      | 10                                     | 11                                     | 12                                     |                                        |
| -------------------------------------- | -------------------------------------- | -------------------------------------- | -------------------------------------- | -------------------------------------- | -------------------------------------- | -------------------------------------- | -------------------------------------- | -------------------------------------- | -------------------------------------- | -------------------------------------- | -------------------------------------- | -------------------------------------- | -------------------------------------- |
| Nummer                                 | 24                                     | 13                                     | 7                                      | 4                                      | 3                                      | 2                                      | 1                                      | 2                                      | 7                                      | 19                                     | 28                                     | 36                                     | uit                                    |

### Nationale Hitparade
| Hitnotering: 17-04-1976 t/m 19-06-1976 | Hitnotering: 17-04-1976 t/m 19-06-1976 | Hitnotering: 17-04-1976 t/m 19-06-1976 | Hitnotering: 17-04-1976 t/m 19-06-1976 | Hitnotering: 17-04-1976 t/m 19-06-1976 | Hitnotering: 17-04-1976 t/m 19-06-1976 | Hitnotering: 17-04-1976 t/m 19-06-1976 | Hitnotering: 17-04-1976 t/m 19-06-1976 | Hitnotering: 17-04-1976 t/m 19-06-1976 | Hitnotering: 17-04-1976 t/m 19-06-1976 | Hitnotering: 17-04-1976 t/m 19-06-1976 | Hitnotering: 17-04-1976 t/m 19-06-1976 |
| Week                                   | 1                                      | 2                                      | 3                                      | 4                                      | 5                                      | 6                                      | 7                                      | 8                                      | 9                                      | 10                                     |                                        |
| -------------------------------------- | -------------------------------------- | -------------------------------------- | -------------------------------------- | -------------------------------------- | -------------------------------------- | -------------------------------------- | -------------------------------------- | -------------------------------------- | -------------------------------------- | -------------------------------------- | -------------------------------------- |
| Nummer                                 | 25                                     | 11                                     | 7                                      | 5                                      | 3                                      | 3                                      | 2                                      | 4                                      | 9                                      | 28                                     | uit                                    |